# أمينة دة
أمينة دة هي قرية في مقاطعة خوي، إيران. يقدر عدد سكانها بـ 201 نسمة بحسب إحصاء 2016.